# 오틸리노 테노리오
오틸리노 테노리오(스페인어: Otilino Tenorio, 1980년 2월 1일 ~ 2005년 5월 7일)는 에콰도르의 축구 선수였다.
과야킬 출신. 그의 별명은 '스파이더맨'이었는데, 이유는 경기 때 골을 넣는데 성공하면 평소에 그의 아들이 좋아했던 스파이더맨 가면을 쓰는 골 셀러브레이션을 했기 때문이다.
가족들과 함께 케베도에 여행을 갔다가, 교통사고로 사망하였다.
그의 동료였던 이반 카비에데스는 2006년 코스타리카전에서 세 번째 골을 넣은 뒤, 주머니에 숨겨 놨던 노란색의 스파이더맨 가면을 뒤집어썼고, 이를 통해 테노리오를 추모했다.